# الناقل بالوقود (فلم)
الناقل بالوقود (بالإنجليزية: The Transporter Refueled) و (بالفرنسية: Le Transporteur Héritage) هو فلم أكشن إثارة فرنسي وهو الفلم الرابع من سلسلة أفلام الناقل تم إنتاجه في سبتمبر 2015، الفلم من إخراج الفرنسي كاميل ديلامار، أما دور الشخصية الرئيسية في الفلم فرانك مارتن تم استبدالها بإد سكراين بدلاً من جيسون ستاثام، هذا الفلم هو أول فلم من هذه السلسلة يكون طاقمها أوروبي، وقد نال الفلم أرباح كبيرة في السينما فور إنتاجه.

## القصة
مرتزق العمليات الخاصة السابق فرانك مارتن يعيش حياة محفوفة بالمخاطر أقل مما كان سابقا، نقل حزم سرية لأشخاص مشكوك فيهم. ومع ذلك، يجد نفسه يقتحم خطر مرة أخرى عندما تقوم عاهرة اسمها آنا مع شريكاتها جينا ماريا، وتشيا بالتنسيق للسطو على بنك وتختطف والد مارتن لحث فرانك مارتن على قتل أركادي كاراسوف، مهرب البشر وألتي كانت أنا إحدى ضحاياه.

## البطولة
- إد سكراين بدور فرانك مارتن وألذي يعرف بالناقل أو الترانسبورتر.
- راي ستيفنسون بدور والد فرانك مارتن.
- لون شابانول بدور أنا.
- غابرييلا رايت بدور جينا.
- تاتيانا بايكوفيتش بدور ماريا.
- يو وينكسيا بدور تشياو.
- راديفوجي بوكفيتش بدور أركادي كاراسوف.
- نويمي لينور بدور مايسا.
- يوري كولوكولنيكوف بدور يوري.
- لين كوريافيسكي بدور ليو إيماسوف.
- مسير غويسمي بدور المفتش بيكاتوي.
- أناتولي توبمان بدور ستانيسلاف تورغين.

## وصلات خارجية
- مقالات تستعمل روابط فنية بلا صلة مع ويكي بيانات
- الناقل بالوقود على قاعدة بيانات الأفلام على الإنترنت.